# Groot Cross-Bow

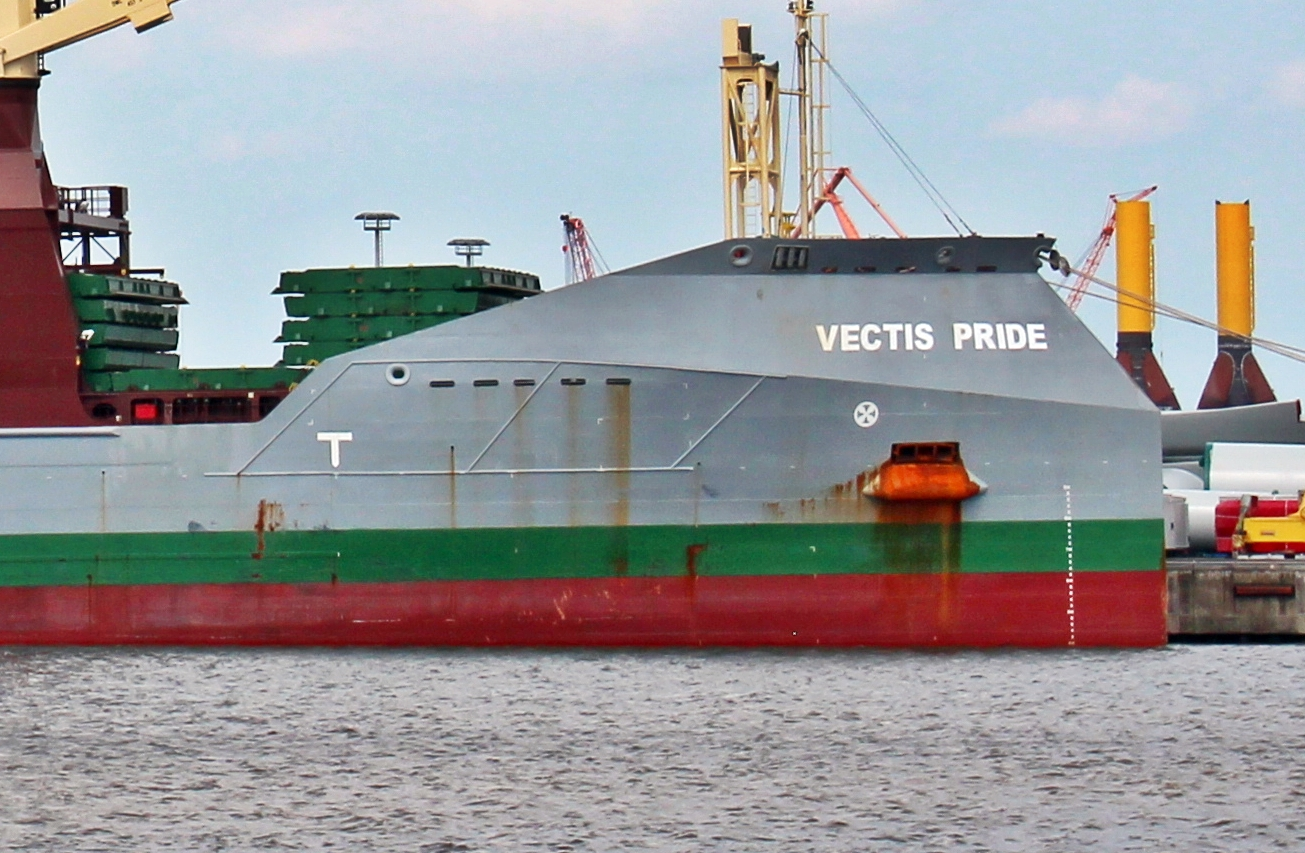
Der Groot Cross Bow des Frachters Vectis Pride

Der Groot Cross-Bow ist eine patentierte Bugform des niederländischen Schiffbauunternehmens Groot Ship Design.

## Einzelheiten
Der Groot Cross-Bow ist eine Bugform ohne Bugwulst, deren Steven sich oberhalb der Wasserlinie nach hinten neigt. Die Vorteile der Form liegen im geringeren Strömungswiderstand und höheren Geschwindigkeiten bei schweren Seebedingungen. Durch den im Bereich kurz über der Wasseroberfläche völligeren Steven erzielen Schiffe mit Cross-Bow einen höheren Auftrieb bei geringerem Eintauchen, was zu weicheren Seegangsbewegungen des Schiffsrumpfes und geringeren negativen Beschleunigungen führt.

## Geschichte
Das Unternehmen aus Leek bei Groningen entwarf den Groot Cross-Bow in den Jahren bis 2011. Vordergründiges Ziel der Entwicklung war eine Verbesserung des Seeverhaltens von Fahrzeugen in schweren Seebedingungen. Die Bugform ist so konstruiert, dass sie überkommende Wellen teilt und seitlich ableitet. Beteiligt an der Umsetzung des Cross-Bow war die Hamburgische Schiffbau-Versuchsanstalt. In Modellversuchen, die in herkömmlichen Schleppversuchen und im Eistank durchgeführt wurden, prüfte man das Seeverhalten und die Eisgängigkeit des Konzepts. 2011 begann man bei der Bodewes-Werft in Hoogezand mit dem Bau des ersten Schiffes einer Serie von Fahrzeugen mit dem neuartigen Bug, dem Bodewes Eco Trader 8250. Ein Mehrzweck-Trockenfrachter mit der Baunummer Yno 760 lief am 21. Juli 2011 als UAL Africa im Winschoterdiep vom Stapel, am 2. März 2012 folgte die UAL Bodewes.
In der Zwischenzeit wurden mehrere Schiffsentwürfe mit Cross-Bow erstellt. Außer der Bodewes-Serie sind zum Beispiel vier Einheiten einer Groot Super Green 8500 genannten Baureihe bei der chinesischen Werft Jiangsu Yangzijang Shipbuilding in Jiangsu gebaut worden.